# Saint-Barthélemy-de-Bellegarde
Saint-Barthélemy-de-Bellegarde è un comune francese di 522 abitanti situato nel dipartimento della Dordogna nella regione della Nuova Aquitania.

## Società

### Evoluzione demografica
Abitanti censiti